# Épiais-lès-Louvres
Épiais-lès-Louvres è un comune francese di 141 abitanti situato nel dipartimento della Val-d'Oise nella regione dell'Île-de-France, a poca distanza dalle piste dell'aeroporto di Parigi Charles de Gaulle.

## Origini del nome
Il nome di Épiais deriva probabilmente dal latino spicarium, "granaio".

## Storia

### Simboli
Lo stemma comunale si blasona:
Fino al 2013 era in uso uno stemma con la partizione invertita.

## Società

### Evoluzione demografica
Abitanti censiti